# Allen West (criminal)
Allen Clayton West (Nueva York, 25 de marzo de 1929-Gainesville, 21 de diciembre de 1978) fue un criminal convicto estadounidense. Se le conoce como uno de los conspiradores involucrado en la planificación de la fuga de la prisión de Alcatraz en junio de 1962, pero en vísperas del escape, no fue lo suficientemente ágil para acompañar a los fugitivos restantes.

## Biografía

### Alcatraz
Allen Clayton West, el tercer hijo de Roland Datson West y Marie Roberts, nació en 1929 en Nueva York. Fue arrestado más de 20 veces a lo largo de su vida. Fue encarcelado por robo de automóvil en 1955, siendo llevado en la Penitenciaría de Atlanta, donde conoció a Frank Morris, John Anglin, Clarence Anglin y Alfred Anglin. Luego fue llevado a la Prisión Estatal de Florida, en donde intentó fugarse, siendo trasladado a la prisión de Alcatraz en 1957 a la edad de 28 años, convirtiéndose en el recluso número AZ1335.
En diciembre de 1961, West junto a Morris y los hermanos Anglin, comenzaron a formular un plan de escape bajo el liderazgo de Morris. Durante los seis meses siguientes, ensancharon los conductos de ventilación debajo de sus lavabos, utilizando hojas de sierra desechadas encontradas en los terrenos de la prisión, cucharas de metal del comedor y un taladro eléctrico improvisado con el motor de una aspiradora. Ocultaron su trabajo con cartón pintado y disimularon el ruido con el acordeón de Morris. El día del escape, West descubrió que el cemento que había utilizado para reforzar el hormigón desmoronado alrededor del respiradero de su celda se había endurecido, estrechando la abertura y fijando la rejilla en su lugar. Cuando logró quitar la rejilla y volver a ensanchar el agujero, los demás presos se habían ido sin él. Regresó a su celda y se fue a dormir.
Una vez descubierta la fuga, no se presentaron cargos contra West, por su colaboración con el FBI. El recluso contó todos los pormenores de los planes que tenía el grupo una vez conseguida la huida de la prisión. Con esto se comenzó la investigación, aunque nunca dio resultados positivos.

### Últimos años y fallecimiento
West fue trasladado a McNeil Island, Washington, cuando Alcatraz fue cerrada en 1963, y más tarde, de regreso a la Penitenciaría de Atlanta. Cumplió  su condena y consiguió la libertad en 1967, pero tiempo después fue arrestado en Florida por cargos de hurto, robo e intento de fuga. A esos delitos les siguieron múltiples sentencias, incluida la cadena perpetua. Fue enviado nuevamente a la prisión estatal de Florida en enero de 1969. En octubre de 1972, apuñaló a otro recluso en una pelea. 
Pasó sus últimos años de vida en prisión, hasta que en diciembre de 1978, comenzó a padecer de dolores en el estómago, siendo enviado al Shands Teaching Hospital, en donde se le diagnosticó una peritonitis aguda de la que no pudo recuperarse y falleció.

## Cultura popular
En la película de 1979 La fuga de Alcatraz, Allen West fue interpretado por Larry Hankin, aunque su nombre en la película se cambió a Charley Butts, probablemente por razones de privacidad, ya que Allen West todavía estaba vivo al comienzo del rodaje.